# Almostaim (califa)
Almostaim (em árabe: المستعين, lit. 'Al-Musta'in') foi o califa abássida entre 862 e 866 durante o período conhecido como "anarquia em Samarra". Após a morte do califa anterior, Almontacir, que não tinha designado um sucessor, os líderes turcos realizaram um concílio para eleger um sucessor. Eles não queriam saber de Almutaz e dos outros irmãos de Almontacir e, por isso, elegeram um neto de Almotácime.

## História
Após a sua ascensão, os árabes e as tropas do oriente em Bagdá, descontentes com a escolha, atacaram o assembleia, abriram as prisões e saquearam os arsenais. Eles foram, por sua vez, atacados por soldados  turcos e berberes e, após muita luta, foram derrotados. O destino do califado não dependia mais da opinião dos árabes.
O governador de Bagdá persuadiu a cidade a se render e a sucessão foi, depois disso, reconhecida por todo o califado. Almutaz e seu irmão, ameaçados pelas tropas, renunciaram ao seu direito sucessório e foram, por precaução, mantidos confinados. Numa segunda revolta em favor deles, os turcos os teriam matado não fosse a intervenção do vizir. Por conta disso, as tropas turcas tomaram todas as suas propriedades e o baniram para Creta.
Em 862, uma campanha muçulmana contra os cristãos foi particularmente desastrosa. Duas unidades inteiras na Armênia e na Ásia Menor, cada uma com 3 000 soldados, foram destruídas e seus líderes, mortos. A notícia inflamou os ânimos em Bagdá e o clamor por uma guerra santa varreu as ruas. O povo culpava os turcos de terem trazido o desastre para o Islã.
Com este clima na cidade, a situação se descontrolou. As prisões foram abertas e as pontes, queimadas. Porém, Bagdá não era mais capaz de escolher seus próprios governantes e só podia se revoltar. O espírito de guerra santa, muito forte, atraiu pessoas de todas as províncias, que correram para cidade como voluntários para lutar contra os infiéis. Porém, os turcos não se importavam com isso e nem o califa.
Em 864, as forças de Almostaim sufocaram uma rebelião liderada por Iáia ibne Omar. No ano seguinte, o desastre se aproximava para o califa. Após alguns desentendimentos entre os líderes turcos que ameaçavam Almostaim, ele e dois dos líderes turcos fugiram de Samarra de barco e foram para Bagdá. Os turcos enviaram um grupo de capitães atrás deles, requisitando que voltassem para a capital. O califa se recusou e, depois de uma troca áspera de palavras, um dos enviados turcos foi atacado. O insulto ficou na cabeça dos enviados e, ao retornarem a Samarra, as tropas se ergueram em revolta e, liberando Almutaz de seu confinamento, o aclamaram califa. Em poucas semanas, seu irmão Abu Ahmed, com 50 000 turcos e 2 000 berberes, cercaram Bagdá por todo o ano de 865.
No início de 866, levado a tomar medidas extremas pelas conspirações e traições à sua volta, Almostaim alternou sua estratégia entre ameaças e promessas de abdicação em favor de Almutaz. Ele viveria em Medina com uma renda suficiente para manter uma vida confortável. Assinado o acordo, o governador recebeu os ministros e cortesões de Almostaim e, assegurando-os que o califa fizera o que fez para evitar mais banhos de sangue, os enviou para Samarra para prestarem homenagem ao novo califa, que ratificou os termos e tomou posse de Bagdá. Ele também enviou a mãe e a família de Almostaim para viverem com ele, mas não antes de retirar deles tudo o que possuíam.
Ao invés de encontrar refúgio em Medina, Almostaim acabou preso em Bagdá e foi executado por ordens de Almutaz. Com a cabeça de Almostaim em mãos, o seu assassino disse ao califa "Aqui, veja a cabeça de seu primo!". "Deixe aí", respondeu Almutaz - que estava jogando xadrez - "até eu terminar o jogo.". Se assegurando que era mesmo a cabeça de Almostaim, ele então presenteou o assassino com 500 peças.